# Jardin botanique alpin Flore-Alpe

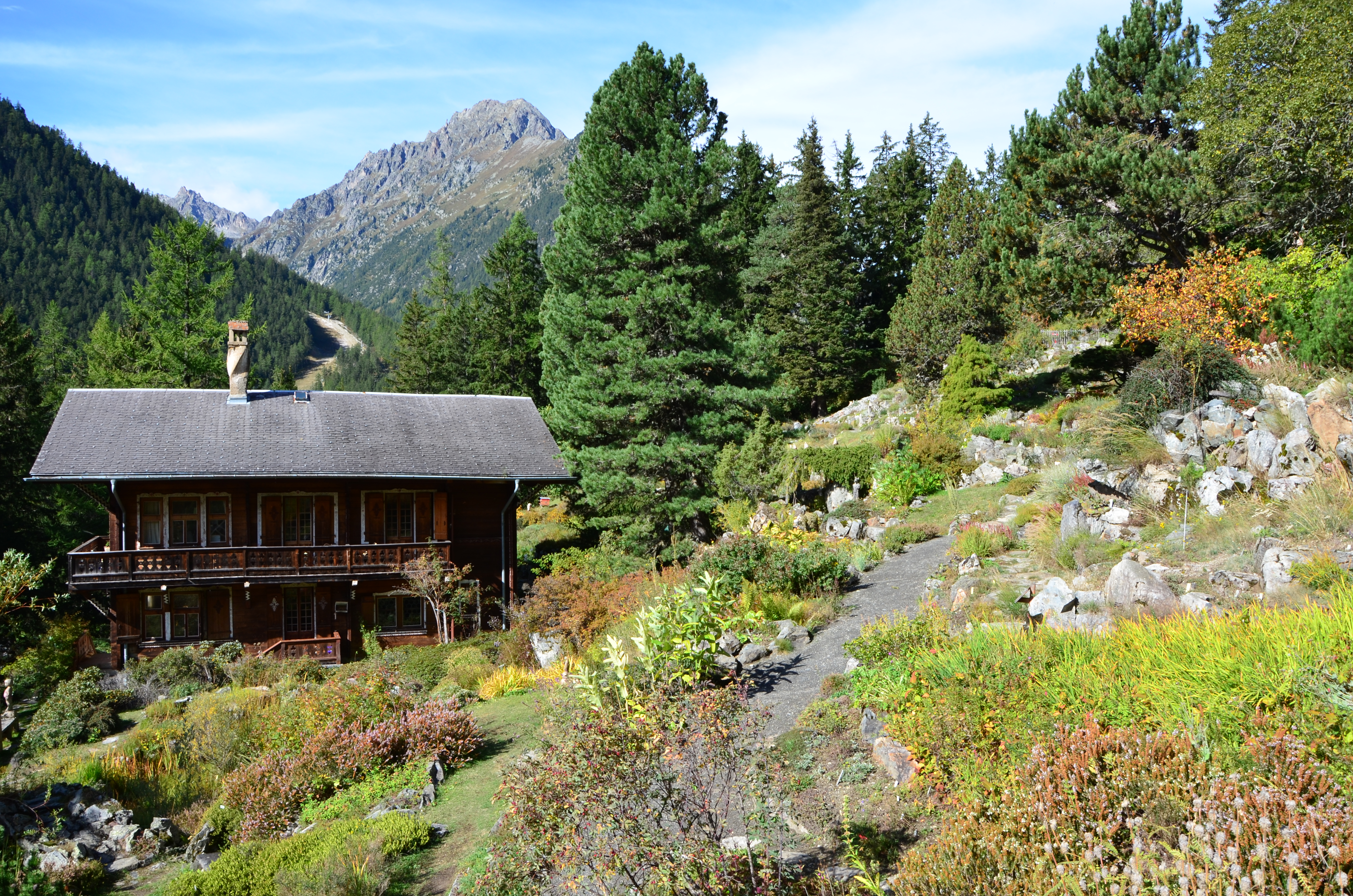
Im Alpengarten Flore-Alpe

Der Jardin botanique alpin Flore-Alpe (deutsch Botanischer Alpengarten Flore-Alpe) ist ein Alpinpflanzengarten im Kanton Wallis in der Schweiz. Er befindet sich in der Tourismusstation Champex-Lac in der Gemeinde Orsières auf 1520 m ü. M.
Die botanische Anlage ist im Schweizerischen Inventar der Kulturgüter von nationaler und regionaler Bedeutung verzeichnet.

## Geschichte
Der botanische Garten ging aus dem privaten Pflanzengarten hervor, den der Waadtländer Unternehmer Jean-Marcel Aubert (1875–1968), Gründer einer Kabelfabrik in Cossonay, bei seinem Ferienhaus in Champex seit 1924 angelegt hatte. Aubert liess sich vom Gartenarchitekten Henry Correvon beraten, der bereits bei der Entstehung der Alpengärten «La Linnaea» bei Bourg-Saint-Pierre und «Rambertia» bei Montreux mitgewirkt hatte.
Aubert und Correvon sammelten für die neue Anlage Gebirgspflanzen vorwiegend aus den Alpen und zudem auch Sorten aus Gebirgen anderer Länder. Der Alpengarten umfasste nach mehreren Zukäufen von Nachbargrundstücken durch Jean-Marcel Aubert eine Fläche von etwa 6000 Quadratmetern. Heute wachsen darin mehr als 3000 Pflanzen.
Seit 1931 ist der Garten auch für das Publikum öffentlich zugänglich. 1967 wurde auf Wunsch des Gründers eine Stiftung für die weitere Pflege des Alpengartens gebildet, an welcher die Stadt Genf und der Kanton Neuenburg beteiligt waren. 1991 traten auch der Kanton Wallis und die Gemeinde Orsières der Stiftung bei; diese beiden sind deren einzige Träger, seit sich im Jahr 2008 Genf und Neuenburg zurückzogen. Die Organisation pflegt den Alpengarten zusammen mit dem Naturmuseum Wallis in Sitten und gründete 1991 die Forschungsstation Centre alpin de phytogéographie (Alpines Zentrum für Pflanzengeografie).
Im Hauptgebäude des Parks, einem Chalet im Berner Oberländer Baustil, bietet die Stiftung Forschenden und Besuchern Unterkunft und Informationen und finden jährlich Kunstausstellungen statt.

## Preise
- 2007: Schulthess Gartenpreis des Schweizer Heimatschutz